# املان، نگراس اورینتال
املان، نگراس اورینتال (به لاتین: Amlan, Negros Oriental) یک سکونتگاه مسکونی در فیلیپین است که در نگرو شرقی واقع شده‌است.

## خصوصیات
املان ۱۱۱٫۸۵ کیلومترمربع مساحت و ۲۲٬۲۰۶ نفر جمعیت دارد.